# Krasne (przystanek kolejowy)
Krasne – dawny kolejowy przystanek osobowy i ładownia publiczna na wąskotorowej linii kolejowej Mława Wąskotorowa – Zamość Mazowiecki w Krasnem, w województwie mazowieckim, w Polsce.